# Ako Castuera
Ako Castuera es una artista estadounidense, conocida por ser guionista y artista de storyboard en la serie de televisión animada, Adventure Time, de Cartoon Network.

## Primeros años
El padre de Castuera es de México, y sus antepasados eran originarios de la ciudad española de Castuera. Su madre es descendiente de Okinawa. Según un artículo publicado por el Centro Smithsoniano Asiático-americano Pacífico, — ella "nació en casa comuna con sus padres no hippies".

## Historia
Castuera se graduó en la Universidad de Artes de California, y fue en esta universidad en la que se involucró con Giant Robot, una revista bimensual de la cultura popular de Asia y Americanos asiáticos. Después de graduarse, se mudó a Los Ángeles, y finalmente consiguió un trabajo como diseñadora de personajes en la serie animada de televisión, de Adult Swim, Metalocalypse, anteriormente ella sacó una tarjeta para el diseñador de personajes principales del libro de Songgu Kwon, Elf. Después de ese libro que fue bien recibido – Pendleton Ward, como revisora de storyboard, en su serie de Cartoon Network, Adventure Time. Finalmente fue promovida a artista de storyboard, y sirvió en ese puesto hasta que se fue en 2013 para enfocarse completamente en su carrera artística. En octubre de 2014, regresó a la serie para hacer su antiguo trabajo, y afortunadamente para su carrera; un guion temporal de varios episodios durante la séptima, y octava temporada.

## Filmografía

### Televisión
| Año                       | Programa                                | Papel                                                        |
| ------------------------- | --------------------------------------- | ------------------------------------------------------------ |
| 2006-08                   | Metalocalypse                           | Diseñadora de personajes                                     |
| 2009                      | The Marvelous Misadventures of Flapjack | Escritora, artista de storyboard (Episodio: "Parfait Storm") |
| 2009-13, 2014-15, 2016-17 | Adventure Time                          | Escritora, artista y revisora de storyboard, actriz de voz   |